# Amphiprion frenatus
O peixe-palhaço-tomate (Amphiprion frenatus) é uma espécie de peixe do gênero Amphiprion.